# Keban
Keban es una ciudad de la provincia de Elazığ de Turquía. Es la sede del distrito de Keban. Su población es de 5.906 habitantes (2022). En las elecciones locales de 2019 fue elegido alcalde el independiente Fethiye Atlı.
Keban se encuentra en el oeste de la provincia de Elazığ y a 46 km del centro de la provincia. Al oeste de Keban, está el distrito de Arapgir de la provincia de Malatya, al norte está el distrito de Çemişgezek de la provincia de Tunceli, al noroeste, el distrito de Ağın, al sur, el distrito de Baskil, tiene la segunda presa más grande de Turquía, la presa de Keban.